# Сандблум, Линда
Ли́нда Мария Са́ндблум (швед. Linda Maria Sandblom; род. 18 октября 1989, Таммисаари, Финляндия) — финская прыгунья в высоту, член сборной Финляндии на летних Олимпийских играх 2016 года.
Ранее представляла клуб Hangö IK, с 2013 года представляет клуб HIK Friidrott Hanko. Тренируется у Матти Ниеминена (Matti Nieminen) и Лейфа Сандблума (Leif Sandblom).
25 июня 2016 года, взяв высоту 193 см, установила новый национальный рекорд Финляндии в прыжках в высоту.